# Actinodaphne novoguineensis
Actinodaphne novoguineensis är en lagerväxtart som beskrevs av Teschn.. Actinodaphne novoguineensis ingår i släktet Actinodaphne och familjen lagerväxter. Inga underarter finns listade i Catalogue of Life.